# Fantasy Filmfest 2015
Das 29. Fantasy Filmfest (2015) fand in der Zeit vom 5. August bis zum 6. September 2015 für jeweils eine Woche in den Städten Berlin, Frankfurt, Hamburg, Köln, München, Nürnberg und Stuttgart statt. Die Fantasy Filmfest Nights fanden wie in den Vorjahren im März in den Festivalstädten statt. Der Audience Award 2015 im Rahmen der Fresh Blood Filme (Wettbewerb für Debüt- oder Zweitfilme eines Regisseurs) ging an Shrew’s Nest von Juanfer Andrés und Esteban Roel.

## Liste der gezeigten Filme

### Eröffnungsfilm
- Kill Your Friends[1] (Regie: Owen Harris, 2015)

### Hauptfilm
- Rabid Dogs (Regie: Éric Hannezo, 2015)

### Spotlight
- Yakuza Apocalypse: The Great War of the Underworld (Regie: Takashi Miike, 2015)

### Special Screening
- Tale of Tales (Regie: Matteo Garrone, 2015)
- The Visit (Regie: M. Night Shyamalan, 2015)

### Kurzfilme
- Day 40 (Regie: Sol Friedman)
- He Took His Skin Off For Me (Regie: Ben Aston)
- Herman the German (Regie: Michael Binz)
- La hora del baño (Regie: Eduardo Casanova)
- Rabbit 105 (Regie: Sebastián Rotstein)
- Ramona (Regie: Andrei Creţulescu)
- Tuning Oscar (Regie: Mikel Alvariño)

### Fresh Blood Filme
- Body (Regie: Dan Berk, Robert Olsen, 2015)
- Der Bunker (Regie: Nikias Chryssos, 2015)
- Maggie (Regie: Henry Hobson, 2015)
- Nina Forever (Regie: Ben Blaine, Chris Blaine, 2015)
- Observance (Regie: Joseph Sims-Dennett, 2015)
- Shrew’s Nest (Regie: Juanfer Andrés und Esteban Roel, 2014) – Audience Award 2015
- Some Kind of Hate (Regie: Adam Egypt Mortimer, 2015)
- Stung (Regie: Benni Diez, 2015)
- Turbo Kid (Regie: Anouk Whissell und François Simard, Yoann-Karl Whissell, 2015)

### Offizielle Auswahl
- 88 (2014)
- ABCs of Superheroes (2015)
- Ava’s Possessions (2015)
- Backtrack (2015)
- Bite (2015)
- Bound to Vengeance (2015)
- The Connection (2014)
- Deathgasm (2015)
- Demonic (2015)
- Excess Flesh (2015)
- Extinction (2015)
- Extraordinary Tales (2015)
- Frankenstein (2015)
- H. (2014)
- The Hallow (2015)
- Hellions (2015)
- Howl (2015)
- Hyena (2014)
- Infini (2015)
- The Invitation (2015)
- Kung Fu Killer (2014)
- The Midnight After (2014)
- Momentum (2015)
- Night Fare (2015)
- Nobody from Nowhere (2014)
- Office (2015)
- One & Two (2015)
- The Pack (2015)
- Parasyte: Part 1 (2014)
- Possessed (2014)
- Reality (2014)
- Scherzo Diabolico (2015)
- Strangerland (2015)
- Sweet Home (2015)
- Tales of Halloween (2015)
- Therapie für einen Vampir (2014)
- The World of Kanako (2014)

### Schlussfilm
- Cop Car (Regie: Jon Watts, 2015)